# Charles Joisten
Charles Joisten, né à Langres en 1936, mort le 19 février 1981 à Grenoble, est un ethnologue et folkloriste français, qui a travaillé essentiellement sur les traditions populaires de la Savoie et du Dauphiné où durant plus de vingt-cinq ans depuis 1951, il a mené sur le territoire de ces deux anciennes provinces des recherches intensives sur les traditions orales.

## Biographie
À quatorze ans, immobilisé par une jambe cassée, Charles Joisten découvre les ouvrages d'Arnold van Gennep sur les traditions des Hautes-Alpes. C'est le début d'une vocation, mais le terrain était déjà préparé car l'enfant avait déjà une passion pour les contes. Devant l'aveu de van Gennep de ne pas avoir réussi à obtenir un seul conte merveilleux dans les Hautes-Alpes, il entreprend une patiente exploration du Champsaur, du Queyras et du Briançonnais, et en ramène une moisson de récits et de contes. En 1951, il rencontre van Gennep, à Bourg-la-Reine, qui l'encourage vivement et lui conseille de rencontrer Paul Delarue. Le spécialiste du conte populaire français publie les collectes du jeune Joisten et l'encourage lui aussi à poursuivre ses recherches. En 1952, les collectes vont s'étendre au Dauphiné (Isère, Drôme), puis à la Savoie à partir de 1957. Ses recherches vont ensuite dans les Basses-Alpes, l'Ardèche, le Puy-de-Dôme, et en 1953, en vacances chez un ami, il commence une exploration de l'Ariège, qu'il poursuit jusqu'en 1968. En 1962, ses Êtres fantastiques dans le folklore de l'Ariège constituent la base de son diplôme d'études méridionales présenté à l'université de Toulouse. En dépit de sa méconnaissance des dialectes occitans employés par ses informateurs, Joisten est toujours resté très proche du texte original. Fruit de trente années sur le terrain, son œuvre est considérable.
Conservateur du musée dauphinois de Grenoble de 1970 à 1981, il fonde en 1973 la revue Le monde alpin et rhodanien. Son épouse Alice, professeur de musique, l'a activement secondé dans ses recherches et poursuit son œuvre depuis sa mort.
Charles Joisten est inhumé au cimetière Saint-Roch de Grenoble.

## Œuvres
- Rites de terminaison des veillées en Dauphiné, Gabelle, 1969
- Contes populaires du Dauphiné, Grenoble, Musée dauphinois, 1971
- Magie et médecine populaire à Valjouffrey (Isère), 1973
- Le monde alpin et rhodanien, religion populaire, Dauphiné, Savoie, Provence, Cévennes, Valais, Vallée d'Aoste, Piémont, Centre alpin et rhodanien d'ethnologie, 1977
- Récits et contes du Dauphiné, Gallimard, 1978
- Récits et contes populaires de Savoie, Paris, Gallimard, 1980
- Roger Devos, Charles Joisten, Mœurs et coutumes de la Savoie du nord au XIXe siècle, La fontaine de Siloé
- Croyances, récits et pratiques de tradition. Mélanges à Charles Joisten, éditions du Monde, 1982
- Les Êtres fantastiques dans le folklore de l'Ariège, Toulouse, Loubatières, 2000
- Contes populaires de Savoie, A Die, 2001
- Contes populaires du Dauphiné, A Die, 2001
- Contes populaires du Dauphiné, Glénat
- Charles Joisten (1936-1981), Nicolas Abry, Alice Joisten, Êtres fantastiques, patrimoine narratif de l'Isère, Grenoble, Musée dauphinois, 2005
- Contes populaires du Dauphiné, tome I (extraits) dans: Le conte populaire français, tome II, Tokyo, Chuo University Press, 2013, p. 1-213. (traduits en japonais par K. Watanabe)
- Contes populaires du Dauphiné, tome II (extraits) dans: Le conte populaire français, tome III, Tokyo, Chuo University Press, 2014, p. 541-695. (traduits en japonais par K. Watanabe)